# Lutz Michael Fröhlich
Lutz Michael Fröhlich (Berlin, 1957. október 2. –) német nemzetközi  labdarúgó-játékvezető. Polgári foglalkozása okleveles kommunikációs vezető.

## Pályafutása

### Nemzeti játékvezetés
A játékvezetői vizsga megszerzését követően Berlinben különböző osztályú labdarúgó mérkőzéseken szerezte meg a szükséges tapasztalatokat, 1985 óta országos játékvezető. 1988-ban debütálhatott a 2. ligában majd 1989-től a Bundesliga játékvezetője. A negyedik legfoglalkoztatottabb játékvezető volt a DFB első ligájában. 2005-ben 48 éves korában akasztotta szögre a sípot, búcsúmérkőzése, a  Bielefeld – Wolfsburg találkozó volt. Első ligás mérkőzéseinek száma: 200.

#### Német labdarúgókupa
| Időpont         | Helyszín                 | Mérkőzés típusa | Mérkőzés                               | Eredmény | Nézők száma |
| --------------- | ------------------------ | --------------- | -------------------------------------- | -------- | ----------- |
| 2003. május 31. | Olimpiai Stadion, Berlin | döntő           | 1. FC Kaiserslautern–FC Bayern München | 1 : 3    | 70 490      |

### Nemzetközi játékvezetés
A Német labdarúgó-szövetség (DFB) Játékvezető Bizottsága (JB) terjesztette fel nemzetközi játékvezetőnek, a Nemzetközi Labdarúgó-szövetség (FIFA) 1994-től tartotta nyilván bírói keretében. Aktív nemzetközi játékvezetői szolgálatát 2002-ben fejezte be. A DFB és a FIFA-UEFA együttműködése alapján 16 mérkőzést vezetett Japánban az I. ligában  és 10 mérkőzést Dél-Koreában az I. ligában, tanítva, segítve a játékvezetők képzését. Válogatott mérkőzései közül 10 interkontinentális, 14 európai volt.

#### Nemzetközi kupamérkőzések

##### UEFA-kupa
| Időpont              | Helyszín                           | Mérkőzés típusa        | Mérkőzés                          | Eredmény |
| -------------------- | ---------------------------------- | ---------------------- | --------------------------------- | -------- |
| 1997. szeptember 30. | Üllői úti Stadion, Budapest        | első kör (1. mérkőzés) | Ferencvárosi TC–OFI Crete (görög) | 2 : 1    |
| 1999. szeptember 30. | Şükrü Saracoğlu Stadion, Isztambul | első kör (1. mérkőzés) | Fenerbahçe SK–MTK Budapest FC     | 0 : 2    |

##### Intertotó-kupa
| Időpont          | Helyszín                    | Mérkőzés típusa               | Mérkőzés              | Eredmény |
| ---------------- | --------------------------- | ----------------------------- | --------------------- | -------- |
| 1996. július 13. | Fáy utcai Stadion, Budapest | csoportmérkőzés (10. csoport) | Vasas SC–FC Groningen | 1 : 1    |

## Sportvezetőként
2005-től a DFB JB-nél a játékvezetők oktatásért  volt felelős, mellette országos ellenőrkét dolgozott. 2008-tól a Játékvezető Bizottság elnöke.

## Magyar kapcsolat
| Időpont           | Helyszín             | Mérkőzés típusa          | Mérkőzés            | Eredmény | Nézők száma |
| ----------------- | -------------------- | ------------------------ | ------------------- | -------- | ----------- |
| 1999. április 28. | Népstadion, Budapest | 732. válogatott mérkőzés | Magyarország–Anglia | 1 : 1    | 40 000      |